# Xanthogramma sachalinica
Xanthogramma sachalinica är en tvåvingeart som beskrevs av Violovitsh 1975. Xanthogramma sachalinica ingår i släktet kilblomflugor, och familjen blomflugor. Inga underarter finns listade i Catalogue of Life.